# 발렌사 (리우데자네이루주)

발렌사의 위치

발렌사(포르투갈어: Valença)는 브라질 리우데자네이루주의 도시로 면적은 1,304.769km2, 인구는 73,445명(2014년 기준), 인구 밀도는 55명/km2이다.